# Inelipse de Mandart

Inelipse de Mandart (en color rojo), tocando al triángulo (en negro) en los puntos de contacto de las circunferencias extangentes (en gris). En verde, las líneas que identifican el punto de Nagel (N) y, en azul, las líneas que identifican el punto intermedio (M).

En geometría, la inelipse de Mandart de un triángulo es una elipse inscrita dentro del triángulo, tangente a sus lados en los puntos de contacto de sus circunferencias exinscritas (que también son los vértices del triángulo extratangente y de los puntos extremos de las divisorias).
La inelipse de Mandart lleva el nombre de H. Mandart, quien la estudió en dos artículos publicados a finales del siglo XIX.

## Parámetros
Como cónica inscrita, la inelipse de Mandart está descrito por los parámetros siguientes:
{\displaystyle x:y:z={\frac {a}{b+c-a}}:{\frac {b}{a+c-b}}:{\frac {c}{a+b-c}}}
donde a, b, y c son lados del triángulo dado.

## Puntos relacionados
El centro de la inellipse de Mandart es el mittenpunkt del triángulo. Este punto se obtiene uniendo las 3 bisectrices de los ángulos que forman los segmentos que unen los 3 excentros de los 3 excírculos.
Las tres líneas que conectan los vértices del triángulo con los puntos opuestos de tangencia se encuentran en un solo punto, el punto de Nagel del triángulo.